# 刘桓 (时装设计师)
劉桓（Chris Liu，20世纪—），歐洲華裔時裝設計師。

## 生平
劉桓出生於中國新疆烏魯木齊，目前定居在英國倫敦。

## 職業生涯
20世纪90年代初，劉桓在新西蘭奧克蘭理工大學學習時裝設計，之後為澳洲時裝品牌Sabatini工作四年。 
2001年初劉桓前往英國倫敦跟隨國際品牌巴寶莉的設計總監Christopher Bailey工作，隨即成為Burberry Prorsum的設計顧問。
2003年劉桓畢業於英國倫敦時裝學院，并取得時裝設計碩士學位。同年，獲得London Development Agency (LDA)倫敦發展處的部分資助, 劉桓成立了Huan by Chris Liu高级女装品牌及设计工作室。同年8月，劉桓的首場高級女裝發布會在英國倫敦市政廳举行，其設計的作品立刻在倫敦，巴黎和香港被Harvey Nichols，Joseph和Maria Luisa收購。 
2004年12月，i-D Magazine雜誌慶祝發行250版， ID雜誌選擇刘桓为当代影響世界未來文化的250人之一。
2005年，他離開了時裝品牌Huan by Chris Liu，繼續他自己獨立的時裝品牌CHRIS LIU。同年11月，在时任中國國家主席胡錦濤國事訪問英國期間，中國駐英大使館和英國宮務大臣辦公室委任劉桓為胡錦濤夫人劉永清女士在倫敦學院作了專場的高級女裝匯報發布會。劉桓目前也兼任倫敦時裝學院設計客座講師。英國國際先驅論壇報稱劉桓為一名國際時裝業上升的明星。
2006年劉桓為英國高級女裝品牌Rodnik設計2007年春夏的女裝。
2008年9月，劉桓被選入英國時尚時裝新聞作者Hywel Davies《100位新的時裝設計師》的權威時尚書作指南。
2009年3月，劉桓被選入2009首屆“英國十大傑出華人青年”的候選人，同時被選入的候選人中有英國著名主持人Alexa Chung和著名造型師Gok Wan。 同年9月，劉桓被選入2009“英國商業大獎”最佳校友獎的候選人。
2011年7月，劉桓榮獲2010大笨鐘獎英國十大傑出華人獎。

## 外部連接
- Chris Liu London （页面存档备份，存于） Official site官网
- Weibo page （页面存档备份，存于） Weibo/微博
- 刘桓的X（前Twitter）